# Невије Суторије Макрон
Квинт Невије Суторије Макрон (лат. Quintus Naevius Sutorius Macro или Quintus Naevius Cordus Sutorius Macro, 21. п. н. е. ― 38. н. е.) био је префект римске преторијанске гарде након што је његов претходник на том месту, Луције Елије Сејан, погубљен 31. године н. е. јер је покушао да склопи заверу против цара Тиберија. Пре тога је, од 6. године н. е. био префект вигила (praefectus vigilum), дакле заповедао је ватрогасном бригадом у Риму. Претпоставља се да је Макрон играо активну улогу у дискредитовању Сејана а затим и у обрачунавању с члановима његове породице и с његовим присталицама.
Макрон је свој положај префекта преторијанаца задржао и кад је на престо ступио Калигула. Према једној традицији, која међутим није вероватна, Макрон је остарелог цара Тиберија и угушио на спавању да би Калигули осигурао престо. Светоније каже да је Тиберијеву наклоност био стекао тако што је своју жену Еунију (или Енију) подвео цару око 34. н. е. Смењен је с положаја 38. н. е., након чега је или погубљен или натеран на самоубиство. На чело префекта преторијанаца постављен је Касије Хереа, који ће се, непуне три године потом, ставити на чело завере против Калигуле.